# Physiologus

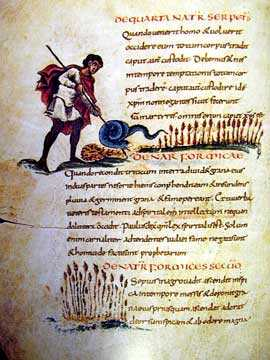
Page du Physiologos de Berne.

Le Physiologos (grec : Φυσιολόγος, en latin : Physiologus et en français Physiologue), est un bestiaire chrétien du IIe ou IVe siècle apr. J.-C. qui a eu une influence considérable au Moyen Âge. 
Ce bestiaire, traité d'histoire naturelle sur les propriétés des bêtes, des oiseaux, des plantes et des pierres, donne aussi des interprétations moralisatrices de ces sujets ; en général, ces moralisations sont bien plus développées que les descriptions comportementales qui les précèdent.
De nombreuses espèces sont représentées :
- animaux réels : singe, pélican, éléphant, chameau, crocodile, lion, cerf, ours, aigle, paon, ibis, chouette...

- animaux imaginaires composites : griffon (corps de lion et tête d'aigle), aspic (petit dragon), aspic-tortue, onocentaure, basilic (queue de serpent et corps de coq), phénix, licorne, sirène-oiseau ou sirène-poisson...

- toute une anthropologie monstrueuse : cynocéphale (homme à tête de chien), sciapode (homme à une seule jambe et s'abritant sous l'ombre de son pied)...

## Datation
Le Physiologos, initialement écrit en grec, a été traduit dans de nombreuses langues. Les plus anciens manuscrits grecs connus sont seulement du Xe siècle, et la datation du manuscrit original est délicate. La méthode d'exégèse biblique qu'il utilise remonte à l'école du chrétien Clément d'Alexandrie (qui suit le juif Philon d'Alexandrie dans la seconde moitié IIe siècle). Les plus anciennes mentions certaines du texte datent du IVe siècle dans l'Hexaéméron d'Ambroise de Milan, le pseudo-Eustathe d'Antioche et Rufin d'Aquilée.

## Typologie des manuscrits

### Manuscrits grecs
On connaît une centaine de manuscrits grecs, du Xe siècle au XVIIIe siècle, répartis en quatre familles, ou « collections », se distinguant par la liste des animaux, la langue, la structure et la date de composition.

#### La  première collection
Présente dans une trentaine de manuscrits eux-mêmes répartis en cinq familles, c'est celle dont dérivent toutes les autres, grecques et étrangères, et la plus profonde en ce qui concerne l'interprétation spirituelle ; elle compte 48 ou 49 chapitres. Le plus ancien, le manuscrit G (Pierpont Morgan Ms 397 [Cryptoferratensis A33]), date du Xe siècle et sert de base aux traductions récentes, avec le manuscrit M (Ambrosianus Graecus A 45 sup), du XIe siècle.

#### La collection byzantine
La collection « byzantine » ou du pseudo-Épiphane (dans de nombreux manuscrits le texte est attribué à Épiphane de Salamine), compte une trentaine de manuscrits, et sa composition est datée, selon les critiques, du Ve siècle (par des arguments théologiques) ou du XIe siècle (par des arguments linguistiques). Elle ne comprend que 27 chapitres, uniquement au sujet d'animaux (dont neuf absents de la première collection). « Elle se caractérise par des parties naturalistes plus autonomes, des développements moralisateurs plus étendus et diversifiés, une symbolisation plus sommaire, et des compléments étymologiques fréquents».
ABruxelles, Bib. roy. 10074, Xe siècle.
BBerne, Lat. 233, VIIIe – IXe siècles, ayant servi de base aux Physiologus latins.
CBerne, Burgerbibliothek, lat. 318, IXe siècle.
GBern, Lat. 611 VIIIe – IXe siècles
Y

### Manuscrits latins
Il en existe quatre familles :

#### Première famille
Elle est inspirée du manuscrit grec de type B, enrichi du livre XII. De animalibus des Etymologiae d'Isidore de Séville. Un exemple en est le MS Laud Misc. 247, daté de 1110-1130, conservé à la Bodleian Library d'Oxford.

#### Seconde famille
Elle inclut quatre sous-familles notées de W(A) à W(D).
W(A)
Inspirations :
- Etymologiae, livre XII. De animalibus d'Isidore de Séville
- Hexaemeron d'Ambroise et De rerum naturis, livre VIII. de Raban Maur

Un exemple en est le Bestiaire d'Aberdeen daté de 1200-10. Voir aussi.
W(B)
Inspirations :
- Etymologiae, livre XII. De animalibus d'Isidore de Séville
- Hexaemeron d'Ambroise et De rerum naturis, Livre VIII. de Raban Maur

Un exemple en est Cambridge Ii. 4.26 daté de 1200-1210.

#### Troisième famille
Inspirations:
- Etymologiae, livre XI. De homine et portentis, chapitre iii. De portentis, 1-39 d'Isidore de Séville
- De mundi universitate ou Megacosmus de Bernard Silvestre

Un exemple en est le Bestiaire de Westminster Abbey (MS 22) XIIIe siècle.

#### Quatrième famille
Inspirations :
- De proprietatibus rerum de Bartholomaeus Anglicus
- Etymologiae d'Isidore de Séville

Un exemple est Cambridge University Library Gg.6.5, XVe siècle.

## Liste des animaux abordés
Pierpont Morgan Ms 398 (Cryptoferratensis A33), le plus récent encore existant datant du Xe siècle. Il inclut les animaux, végétaux et minéraux suivants :
- Lion
- Lézard solaire
- Oiseau charadrios
- Pélican
- Hibou
- Aigle
- Phénix
- Huppe
- Onagre
- Vipère
- Serpent
- Fourmi
- Onocentaure et Sirène
- Hérisson
- Renard
- Panthère
- Aspic-Tortue
- Perdrix
- Vautour
- Fourmi-lion
- Belette
- Unicorne
- Castor
- Hyène
- Crocodile et Mangouste
- Ichneumon
- Corneille
- Tourterelle
- Grenouille
- Cerf
- Salamandre
- Pierre adamas
- Hirondelle
- Arbre Peridexion
- Colombes (faucons « véloces » et colombes)
- Antilope
- (Pierres) incendiaires/Pyroboloi
- Aimant
- Monstre marin appelé "scie"
- Ibis
- Bouquetin
- Éléphant
- Agathe et perle
- Singe
- Perle indienne
- Héron
- Sycomore
- Coucou
- Cheval d'eau
- Griffon
- Paon
- Abeille
- Cigogne
- Aspic
- Pic
- Gorgone
- Lièvre
- Loup
- Crocodile
- Sanglier solitaire
- Autruche
- Perroquet
- Faisan

### Traductions
- trad. du Physiologus grec : Arnaud Zucker, Physiologos. Le bestiaire des bestiaires : Texte traduit du grec, introduit et commenté par Arnaud Zucker, Jérôme Millon, coll. « Atopia », 2005, 2e éd. (1re éd. 2004), 325 p. (ISBN 978-2-84137-171-6, présentation en ligne)
- trad. de la version arménienne : Charles Cahier, Nouveaux mélanges d'archéologie, d'histoire et de littérature  sur le Moyen Age, 1874, p. 106 sq.
- Version latine de Theobaldus (probablement abbé du Mont Cassin vers 1022-1035) : Theobaldi, Physiologus, trad. P. T. Eden, Leyde, Brill, 1972.
- (en) trad. an. du Physiologus latin : Physiologus. The ancient Book of Beasts, Plants and Stones, trad. F. J. Carmody, San Francisco, 1953.
- (en) The Old English Physiologus. Text and prose translation, trad. Albert Stanburrough Cook, Yale University Press, 1921

### Études
- Stavros Lazaris, Le Physiologus grec, t. 1. La réécriture de l'histoire naturelle antique, Firenze, 2016 (Micrologus Library 77) [5]
- Arnaud Zucker, « Morale du Physiologos : le symbolisme animal dans le christianisme ancien (IIe-Ve s.) », Rursus, no 2,‎ 2007 (lire en ligne)
- Stavros Lazaris : ″Quelques considérations sur l’illustration du Physiologus grec″, in: Bestiaires médiévaux : Nouvelles perspectives sur les manuscrits et les traditions textuelles. Actes du XVe colloque international de la Société internationale renardienne, Louvain-la-Neuve, 18-22 août 2003, B. Van den Abeele (ed.), Louvain-la-Neuve, 2005 (Textes, études, congrès 21), p. 141-167 |pdf : https://www.academia.edu/795328/_Quelques_considérations_sur_l_illustration_du_Physiologus_grec_
- Jacques Voisenet, Bêtes et hommes dans le monde médiéval. Le bestiaire des clercs du Ve au XIIe siècle, Turnhout, Brepols, 2000, xvi + 535 p.
- Rursuspicae, 2 | 2019 : Le Physiologus. Manuscrits anciens et tradition médiévale, sous la direction de Isabelle Draelants, Stavros Lazaris et Arnaud Zucker (lire en ligne).